# Решето Сундарама
Решето Сундара́ма — детерминированный алгоритм нахождения всех простых чисел до некоторого целого числа {\displaystyle n}. Разработан индийским студентом Сундарамом в 1934 году.

Пошаговая демонстрация работы алгоритма для

Алгоритм предусматривает исключение из ряда натуральных чисел от 1 до {\displaystyle N} всех чисел вида:
{\displaystyle i+j+2ij},
где индексы {\displaystyle i\leqslant j} пробегают все натуральные значения, для которых {\displaystyle i+j+2ij\leqslant N}, а именно значения {\displaystyle i=1,\;2,\;\ldots ,\;\left\lfloor {\frac {{\sqrt {2N+1}}-1}{2}}\right\rfloor } и {\displaystyle j=i,\;i+1,\;\ldots ,\;\left\lfloor {\frac {N-i}{2i+1}}\right\rfloor .} Затем каждое из оставшихся чисел умножается на 2 и увеличивается на 1. Полученная в результате последовательность представляет собой все простые числа в отрезке {\displaystyle [3,2N+1]}.

## Обоснование
Алгоритм работает с нечётными натуральными числами большими единицы, представленными в виде {\displaystyle 2m+1}, где {\displaystyle m} является натуральным числом.
Если число {\displaystyle 2m+1} является составным, то по определению оно может быть представлено в виде произведения двух нечётных чисел, больших единицы, то есть:
{\displaystyle 2m+1=(2i+1)(2j+1)}, где {\displaystyle i} и {\displaystyle j} — натуральные числа. Раскрывая скобки, получаем, что
{\displaystyle 2m+1=4ij+2i+2j+1}, или
{\displaystyle 2m=4ij+2i+2j}, из чего следует, что
{\displaystyle m=2ij+i+j}.
Таким образом, если из ряда натуральных чисел исключить все числа вида {\displaystyle 2ij+i+j} ({\displaystyle 1\leqslant i\leqslant j}), то для каждого из оставшихся чисел {\displaystyle m} число {\displaystyle 2m+1} обязано быть простым. И, наоборот, если число {\displaystyle 2m+1} является простым, то число {\displaystyle m} невозможно представить в виде {\displaystyle 2ij+i+j} и, таким образом, {\displaystyle m} не будет исключено в процессе работы алгоритма.